# سباق باريس روبيه 2000
طواف باريس 2000 هو سباق دراجات هوائية أقيم بتاريخ أبريل 9، تكون السباق من مرحلة واحدة، وامتدّ لمسافة 272 كم، وبسرعة 40.098 كم/س، استغرق السباق 6 ساعات و47 دقيقة. فاز به البلجيكي يوهان موسيو.

## الترتيب
| م                     | الدرّاج      | البلد  | الزمن                       |
| --------------------- | ----------- | ------ | --------------------------- |
| الفائز بالترتيب العام | يوهان موسيو | بلجيكا | 6 ساعات و47 دقيقة و00 ثانية |